# اودیشای غربی
اودیشای غربی (انگلیسی: Western Odisha)، بخش غربی ایالت اودیشا در هند است که از بخش کالاهاندی در جنوب تا بخش سوندرگار در شمال امتداد دارد.
سامبالپور، در اودیشای غربی  منطقه‌ای در هند است. آهنگ‌ها، لباس‌ها، رقص‌ها، زبان، غذا و جشنواره‌هایی که در سامبالپور و غربی اودیشا برگزار می‌شوند منحصربه‌فرد هستند. این هویت فرهنگی متمایز از پیوند قوی جوامع قبیله ای و عامیانه ناشی می شود که برای قرن ها در سامبالپور و سایر مناطق منطقه غربی اودیشا وجود داشته اند.